# 게일 핸슨
게일 핸슨(Gale Hansen, 1960년 ~ )은 미국의 배우이다. 1989년 공개된 《죽은 시인의 사회》에서 찰리 돌턴 역으로 잘 알려져 있다.